# Prix Camille Lepecq
Prix Camille Lepecq är ett montélopp för sex-tioåriga hingstar, valacker och ston som äger rum i september på Hippodrome de Vincennes i Paris i Frankrike. Det är ett Grupp 2-lopp, man måste minst ha sprungit in 160 000 euro för att få starta.
Loppet rids över 2175 meter på stora banan på Vincennes, med voltstart. Den samlade prissumman är 120 000 euro, och 54 000 euro i första pris.

## Vinnare
| År   | Häst              | Efter            | Kusk                     | Tränare                | Tid    |
| ---- | ----------------- | ---------------- | ------------------------ | ---------------------- | ------ |
| 2024 | Fulton            | Royal Dream      | Damien Bonne             | Jean-Michel Bazire     | 1'10"7 |
| 2023 | Gigolo Lover      | Royal Lover      | Alexandre Abrivard       | Jean-Michel Bazire     | 1'11"9 |
| 2022 | Fulton            | Royal Dream      | Damien Bonne             | Jean-Michel Bazire     | 1'10"9 |
| 2021 | Clegs des Champs  | Legs du Clos     | David Thomain            | Thierry Raffegeau      | 1'10"7 |
| 2020 | Boss du Meleuc    | Lucky Blue       | Alexandre Abrivard       | Yannick-Alain Briand   | 1'11"4 |
| 2019 | Arlington Dream   | Ready Cash       | Yoann Lebourgeois        | Philippe Allaire       | 1'10"6 |
| 2018 | Arlington Dream   | Ready Cash       | Yoann Lebourgeois        | Philippe Allaire       | 1'10"9 |
| 2017 | Arlington Dream   | Ready Cash       | Yoann Lebourgeois        | Philippe Allaire       | 1'11"5 |
| 2016 | Tornado Bello     | Jag de Bellouet  | Camille Levesque         | Thomas Levesque        | 1'13"3 |
| 2015 | Nene' Degli Ulivi | Uconn Roc        | Alexandre Abrivard       | Vincent Lacroix        | 1'14"0 |
| 2014 | Sourire de Voutré | Gazouillis       | Franck Nivard            | Franck Leblanc         | 1'12"4 |
| 2013 | Sourire de Voutré | Gazouillis       | Franck Nivard            | Franck Leblanc         | 1'13"7 |
| 2012 | Roi du Lupin      | Fleuron Perrine  | Antoine Wiels            | Jean-Paul Marmion      | 1'13"3 |
| 2011 | Roi du Lupin      | Fleuron Perrine  | Anthony Barrier          | Jean-Paul Marmion      | 1'13"2 |
| 2010 | Quémeu d'Écublei  | Jet Fortuna      | Jonathan Carré           | Frédéric Prat          | 1'13"9 |
| 2009 | Nègre de Digeon   | Urfist des Prés  | Matthieu Abrivard        | Matthieu Abrivard      | 1'15"0 |
| 2008 | Nègre de Digeon   | Urfist des Prés  | Matthieu Abrivard        | Loic-Desiré Abrivard   | 1'14"7 |
| 2007 | Lys Pettevinière  | Capriccio        | Matthieu Abrivard        | Sylvain Roger          | 1'14"5 |
| 2006 | Milia Pierji      | Viking's Way     | Pierre-Yves Verva        | Patrice Lebouteiller   | 1'14"5 |
| 2005 | Ico Kiki          | Urfist des Prés  | Louis Baudron            | Stéphane Guelpa        | 1'16"1 |
| 2004 | Criks Hurricane   | Buck Newton      | Philippe Masschaele      | Nicolas Roussel        | 1'16"8 |
| 2003 | Itou Jim          | Arnaqueur        | Jean-Loïc-Claude Dersoir | Jean-Marie Monclin     | 1'15"4 |
| 2002 | Grisbi de Carless | Turquetil        | Jean-Pierre Thomain      | Philippe Mortagne      | 1'16"1 |
| 2001 | Hamilton d'Isques | Myoto Barbés     | Philippe Masschaele      | Luc Roelens            | 1'17"  |
| 2000 | First de Retz     | Podosis          | Jean-Loïc-Claude Dersoir | Philippe Allaire       | 1'16"1 |
| 1999 | First de Retz     | Podosis          | Jean-Loïc-Claude Dersoir | Philippe Allaire       | 1'17"2 |
| 1998 | Dream With Me     | Tarass Boulba    | François Roussel         | Alain Roussel          | 1'16"6 |
| 1997 | Dream With Me     | Tarass Boulba    | François Roussel         | Alain Roussel          | 1'17"1 |
| 1996 | Filou du Boscail  | Mathusalem       | Philippe Masschaele      | Régis Lebon            | 1'17"9 |
| 1995 | Center Piece      | Pershing         | Jean-Claude Hallais      | Jacky Béthouart        | 1'18"4 |
| 1994 | Une Fleur         | Degel            | Lionel Lequeux           | Jacques-André Fribault | 1'18"  |
| 1993 | Vive Ludoise      | Kronos du Vivier | Jean-Claude Hallais      | Jean-Claude Hallais    | 1'17"7 |
| 1992 | Une Fleur         | Degel            | Lionel Lequeux           | Jacques-André Fribault | 1'18"7 |
| 1991 | Super Ball d'Oger | Granit           | Jean-Loïc-Claude Dersoir | Joël Hallais           | 1'20"2 |
| 1990 | Queila Gédé       | Gazon            | Michel-Marcel Gougeon    | Roger Baudron          | 1'18"8 |
| 1989 | Reine du Corta    | Ura              | Michel Lenoir            | Alain Roussel          | 1'19"8 |
| 1988 | Olvera            | Ura              | Alain Laurent            | Claude Campain         | 1'19"2 |
| 1987 | Olvera            | Ura              | Alain Laurent            | Claude Campain         | 1'19"6 |
| 1986 | Monarque Liézois  | Arly             | Jean-Marie Monclin       | Gaston Touillet        | 1'22"1 |
| 1985 | Mopsus            | Dogan            | Philippe Békaert         | Joël Hallais           | 1'21"7 |
| 1984 | Khali de Vrie     | Quirinus III     | Pierre Touvais           | Roger Baudron          | 1'21"7 |
| 1983 | Kutara            | Patara           | Jean-Claude Hallais      | Philippe Mortagne      | 1'20"3 |
| 1982 | Istraeki          | Paléo            | Michel-Marcel Gougeon    | Roger Ledoyen          | 1'20"6 |
| 1981 | Kaiser Trot       | Canino           | Pascal Békaert           | Joël Hallais           | 1'22"5 |
| 1980 | Hexol Bellêmois   | Kerjacques       | Michel Chauvin           | Alain Roussel          | 1'21"2 |
| 1979 | Guéridia          | Quérido II       | Pascal Békaert           | Georges Dreux          | 1'21"5 |
| 1978 | Éringa            | Quérido II       | Yves Dreux               | Georges Dreux          | 1'21"2 |
| 1977 | Éregoya           | Sabi Pas         | Alain Laurent            |                        | 1'23"5 |
| 1976 | Ersin             | Toronto II       |                          |                        |        |
| 1975 | Dastérien         | Maestro II       | André Reine              |                        | 1'20"2 |
| 1974 | Bellino II        | Boum III         | Michel-Marcel Gougeon    | Jean-René Gougeon      | 1'18"3 |
| 1973 | Bellino II        | Boum III         | René Fabre               | Jean-René Gougeon      |        |
| 1972 | Vestalat          |                  | Gérard Mascle            |                        | 1'19"6 |